# Märtha Leth
Märtha Augusta Elisabeth Leth, som gift Hallbergsson, född 5 november 1877 i Jämshögs församling, Blekinge län, död 23 september 1953 i Norrköpings Sankt Olai församling, Östergötlands län, var en svensk farmaceut och den första kvinna i Sverige som tog en farmaceutisk examen.
Märtha Leth var dotter till apotekaren Fredrik Leth, som var innehavare av Karlshamns apotek. Vid 11 års ålder skrevs hon in vid Lunds högre läroverk för flickor. 1893 påbörjade hon den då treåriga perioden som apotekselev, först ett och ett halvt år vid apoteket Fläkta Örn i Malmö och därefter ett och ett halvt år vid sin fars apotek i Karlshamn. Efter perioden som apotekselev följde ett halvårs studier vid Farmaceutiska institutet för att kunna avlägga farmacie studiosusexamen, vilket Leth gjorde 21 januari 1897. Hon var den första kvinna att avlägga denna examen, som var den lägre farmaceutiska examen.
Farmacie studiosusexamen och ytterligare ett års praktik vid apotek var förkunskapskrav för att påbörja den tvååriga utbildning som ledde till apotekarexamen, den högre farmaceutiska examen. Efter sin examen påbörjade Leth praktikperiod vid sin fars apotek. Märtha Leth blev Sveriges första famaceut: den första kvinnliga apotekaren i Sverige var Maria Dauerer, som drev Stockholms näst första apotek, Apoteket Markattan, men de förutvarande kvinnliga föregångarna var änkor som övertagit apotektillstånd av sin make, ett förfarande som förbjöds 1873. Agnes Arvidson blev 1903 den första kvinnliga farmaceut som själv fick privilegiebrev för innehav.
Märtha Leth gifte sig med apotekaren Johan E. Hallbergsson, som 1913 mördades på Hammarby apotek i Upplands Väsby i det uppmärksammade Hammarbymordet.